# Caeté (volk)
De Caeté (ook gespeld als Kaeté) waren een inheems volk in het noordoosten van Brazilië

## Beschrijving
Het aantal Caeté bedroeg ongeveer 75.000 personen. Zij bewoonden de kuststrook vanaf het eiland Itamaracá tot de monding van de São Francisco. Ten noorden van het gebied woonden de Potiguara en in het zuiden de Tupinambá.
De Caeté waren goede botenbouwers. Hun boten hadden een houten geraamte, en waren bedekt met huid. Hiermee voeren ze onder andere op de São Francisco.
Zoals meerdere volken in dit kustgebied bedreven de Caeté een vorm van ritueel kannibalisme.

## Contact met Europeanen
Al voordat de eerste Europeanen in het gebied aankwamen, bestond er vijandschap tussen de Caeté en de Tupinambá. De Portugezen werden bondgenoten van de Tupinambá. Hierop sloten de Caeté een bondgenootschap met de Fransen, die vijanden van de Portugezen waren. Er ontstond dus een strijd tussen de Caeté en de Fransen aan de ene kant, en de Tupinambá en de Portugezen aan de andere kant. Er kwam een ruilhandel op gang tussen de Caeté en de Fransen. Ook met de Nederlanders hadden zij goede contacten.
De haat van de Caeté tegenover de Portugezen was vooral omdat deze hun land innamen om er suikerriet te verbouwen. Dit werd nog versterkt toen de Portugezen hen uit het gebied rond Olinda verdreven. Deze plaats noemden zij zelf Mirin. Vooral na deze gebeurtenis werden de Caeté agressief tegenover de Portugezen. Vanaf 1553 dwongen de Portugezen de Caeté in dorpen te wonen, met een kerk in het midden. Hier was veel verzet tegen. Onder andere een van hun hoofdmannen, Cururupebe genaamd, sprak zich uit tegen dit decreet.
Op 16 juli 1556 was de eerste Portugese bisschop voor Brazilië, Pero Sardinha, in zijn karveel Nossa Senhora da Ajuda op weg naar Lissabon. Zijn schip verging bij de kust van Alagoas, dicht bij de monding van de Coruripe, op de plek die nu Praia do Francês heet. Het verhaal gaat dat toen de Portugezen het land bereikten, zij door de Caeté werden opgewacht en afgeslacht. De bisschop en 96 matrozen werden opgegeten. Slechts 2 inheemsen die aan boord waren en 1 Portugees die een inheemse taal sprak, werden vrijgelaten. Zij brachten het nieuws van de gebeurtenis naar de toenmalige hoofdstad Salvador.
Deze versie is echter betwist. Het is mogelijk dat het verhaal gelogen is, en dat niet de Caeté maar een ander volk de slachting zou hebben verricht. De Caetés zouden om politieke redenen als de daders zijn aangewezen, om een excuus te hebben om hen te bestrijden. Een andere versie is dat bisschop Sardinha ruzie had met de kapitein van Pernambuco, Duarte Coelho. Deze zou opdracht gegeven hebben tot zijn dood, en later het verhaal in scène hebben gezet.

## Vlucht
In ieder geval verklaarde de Portugese kroon de Caeté tot "vijanden van de beschaafde wereld". Men gelastte daarop de uitroeiing van de Caeté en andere inheemse groepen. Hun land werd afgebrand, en zo'n 7000 mensen werden gedood.
Om aan de vervolging te ontkomen, ontvluchtten de meeste Caeté het gebied. Zij werden achtervolgd, en sommigen werden gedood in de sertão. Anderen wisten te ontkomen naar Pará. Op verschillende plekken in Brazilië is hun aardewerk teruggevonden. In Pará leven nog enkele van hun afstammelingen, maar als een volk bestaan ze niet meer.

## Latere verwijzingen
Graciliano Ramos publiceerde in 1933 het boek Caetés (ISBN 8501009202) over dit volk.